# Markwayne Mullin
Mark Wayne "Markwayne" Mullin (Tulsa, 26 de julio de 1977) es un político, hombre de negocios y exluchador profesional de artes marciales mixtas estadounidense, actual senador de los Estados Unidos por Oklahoma desde enero de 2023, anteriormente fue representante de los Estados Unidos por el segundo distrito del Congreso de Oklahoma desde 2013 a 2023. Es miembro del Partido Republicano. El distrito de Mullin cubre aproximadamente una cuarta parte de la parte este del estado. Fue candidato en las elecciones especiales del Senado de los Estados Unidos de 2022 en Oklahoma.

## Educación y vida tempranas
Mullin nació el 26 de julio de 1977 en Tulsa, Oklahoma. Se graduó de la escuela secundaria Stilwell en Stilwell, Oklahoma. Asistió a Missouri Valley College en 1996, pero no se graduó. En 2010, Mullin recibió un título de asociado en tecnología de la construcción del Instituto de Tecnología de la Universidad Estatal de Oklahoma.